# Serie A1 1951/52
Die Saison 1951/52 war die 19. Spielzeit der Serie A1, der höchsten italienischen Eishockeyspielklasse. Meister wurde zum insgesamt dritten Mal in der Vereinsgeschichte der HC Milan Inter.

## Modus
In der Hauptrunde wurde die Liga in zwei Gruppen mit jeweils drei Mannschaften aufgeteilt. Die Erstplatzierten der beiden Gruppen qualifizierten sich für die die Finalrunde, in der sie auf die beiden großen Mailänder Klubs trafen. Der Erstplatzierte der Finalrunde wurde Meister. Für einen Sieg erhielt jede Mannschaft zwei Punkte, bei einem Unentschieden gab es einen Punkt und bei einer Niederlage null Punkte.

## Hauptrunde
Die Hauptrunde wurde zum ersten Male mit Hin- und Rückspielen ausgetragen.

### Gruppe A
|    | Klub       | Punkte |
| -- | ---------- | ------ |
| 1. | Auronzo    | 6      |
| 2. | SG Cortina | 4      |
| 3. | Ortisei    | 2      |

### Gruppe B
Die Mannschaft des HC Bozen konnte aufgrund der Wetterbedingungen zu den Auswärtsspielen nicht antreten. Die Heimspiele wurden nachträglich wegen des irregulären Einsatzes von Gustav Specht, der eigentlich vertraglich an den HC Alleghe gebunden war, annulliert.
|  | HC Bozen | 7:2 annulliert | Asiago Hockey | Bozen |

|  | HC Bozen | 10:4 annulliert | Alleghe | Bozen |

|  | Asiago Hockey | Wertung | HC Bozen nicht angetreten |  |

|  | Alleghe | Wertung | HC Bozen nicht angetreten |  |

|    | Klub          | Punkte |
| -- | ------------- | ------ |
| 1. | Asiago Hockey | 6      |
| 2. | HC Alleghe    | 2      |
| 3. | HC Bozen      | 0      |

## Finalrunde
|  | HC Diavoli Rossoneri Milano | 0:2 (0:2, 0:0, 0:0) | HC Milano Inter Giancarlo Agazzi Enrico Canapini |  |

|  | Asiago Hockey | 2:6 | Auronzo |  |

|  | HC Milano Inter |  | Asiago Hockey |  |

|  | HC Diavoli Rossoneri Milano |  | Auronzo |  |

|  | Auronzo |  | HC Milano Inter |  |

|  | Asiago |  | HC Diavoli Rossoneri Milano |  |

|    | Klub                        | Punkte |
| -- | --------------------------- | ------ |
| 1. | HC Milano Inter             | 6      |
| 2. | HC Diavoli Rossoneri Milano | 4      |
| 3. | HC Auronzo                  | 2      |
| 4. | Asiago Hockey               | 0      |

## Meistermannschaft
Giancarlo Agazzi – Vittorio Bolla – Giancarlo Bulgheroni – Enrico Canapini – Ignazio Dionisi – Vincenzo Fardella – Enrico Galli – Umberto Gerli – Dino Innocenti – Milan Matous – Luigi Mattavelli